# Артыков, Алишер
Алишер Артыков (род. 20 февраля 1972) — советский и узбекский шашист (международные шашки и шашки-64), чемпион Азии по международным шашкам (быстрые шашки и блиц), неоднократный призёр чемпионата Азии в этих программах. Международный гроссмейстер по шашкам-64 и международный мастер по международным шашкам. FMJD-Id: 11064.
Тренер сборной Узбекистана по шашкам.
Участник чемпионатов мира по международным шашкам 2011 (20 место), 2013 (20 место в финале В), чемпионата мира по русским шашкам 2005 года (7 место), 2024 (8 место), чемпионата мира по бразильским шашкам 2007 года (7 место), 2012 года (16 место) и турецким шашкам (2014, 2015, 2016, 2017).